# Elizabeth Coles Bouey
Elizabeth Coles Bouey (14 de novembro de 1891 - 5 de fevereiro de 1957) foi uma missionária americana e trabalhadora da Igreja. Ela fundou a Associação Nacional de Esposas dos Ministros em 1939.

## Juventude
Elizabeth A. Coles nasceu na Libéria, filha de missionários americanos, o Rev. John J. Coles e Lucy Ann Henry Coles. O seu pai nasceu na Virgínia; a mãe dela era do Tennessee. Ela foi criada por sua mãe viúva na Virgínia depois de 1893 e formou-se na Armstrong High School. Ela recebeu formação como professora quando ainda era jovem, na Escola Normal de Armstrong. Mais tarde na vida, ela estudou teologia na Virginia Union University e obteve um mestrado em educação pela Columbia University.

## Carreira
Elizabeth Coles ensinou numa escola como uma jovem mulher. Depois do casamento, ela retornou à Libéria com o marido; lá, eles fizeram trabalho missionário na Estação Bendoo, ensinando e construindo um hospital.  Ela representou o Conselho da Missão Baptista em uma conferência internacional na Bélgica, em 1926.
Os Boueys retornaram aos Estados Unidos em 1929 e estabeleceram-se em Richmond, Virgínia, onde Elizabeth Coles Bouey começou a organizar a Associação Nacional de Esposas de Ministros (NAMW) em 1939, e serviu como o primeiro presidente da organização em 1941. Sob o seu mandato, a organização cresceu e construiu uma casa em Richmond para as esposas dos idosos. Ela viajou internacionalmente para promover o seu trabalho e continuar a sua própria educação.
Bouey deu aulas de estudo da Bíblia e fez programas de rádio religiosos em Richmond numa fase mais tardia na vida, e foi activa em nome de mulheres presas na Fazenda Estatal de Prisão. Em 1939, ela atuou no comitê executivo da filial de Richmond da Associação Nacional para o Progresso das Pessoas de Cor, quando a reunião anual foi realizada em Richmond.

## Vida pessoal
Elizabeth Coles casou-se com Edward Hunter Bouey na igreja Ebenezer Baptist de Richmond, em 1920. O seu pai era o missionário Harrison N. Bouey. Os seus filhos Edward e Melicent nasceram na Libéria; eles também adoptaram um filho, Johnson Bye Tamiah Moore, enquanto moravam lá. Elizabeth ficou viúva em 1956 e morreu em 1957, em Richmond, aos 65 anos. A organização que ela fundou continua como a Associação Internacional de Esposas de Ministros e Viúvas de Ministros (IAMW & MW). O maior prémio da organização foi nomeado em honra dela. Há também uma bolsa de estudos mencionada em sua memória no Virginia Union Seminary.